# Cricket World Cup 2007

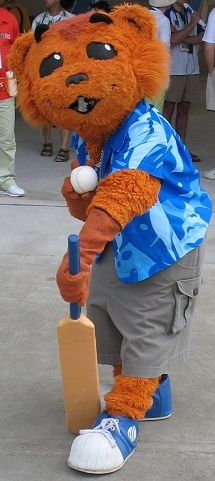
Mello, das Maskottchen des Turnieres

Der ICC Cricket World Cup 2007 wurde vom 13. März bis zum 28. April 2007 auf den Inseln der British West Indies ausgetragen. Es war der neunte Cricket World Cup im vierjährlichen Turnierzyklus im One-Day-International-Format, der vom Weltverband International Cricket Council (ICC) organisiert wird, und der erste in Amerika. Die sieben karibischen Inselstaaten Antigua und Barbuda, Barbados, Grenada, Jamaika, St. Kitts und Nevis, St. Lucia und Trinidad und Tobago sowie Guyana waren gemeinsam Gastgeber dieses Turnieres, mehr als bei jedem anderen Cricket World Cup. Zusammen mit der   ICC World Twenty20 2007 in Südafrika im September war es eines von zwei großen Cricketturnieren im Jahr 2007.
16 Cricket-Nationalmannschaften nahmen am Cricket World Cup 2007 teil: Die damals zehn Test-Cricket-Länder (Australien, Bangladesch, England, Indien, Neuseeland, Pakistan, Simbabwe, Sri Lanka, Südafrika und die West Indies), sowie die sechs besten Mannschaften der ICC Trophy 2005 (Bermuda, Irland, Kanada, Kenia, die Niederlande und Schottland), mehr als bei jedem anderen Cricket World Cup. Während des Cricket World Cup 2007 wurden 51 Spiele absolviert, drei weniger als beim vorhergehenden Cricket World Cup 2003 (trotz zwei weiterer teilnehmender Mannschaften). Die Mannschaften wurden in vier Gruppen zu je vier Teams eingeteilt, wobei jedes einmal gegen die anderen der Gruppe antrat. Die zwei besten Mannschaften jeder Gruppe qualifizierten sich für die Super Eight, wonach die vier besten Mannschaften das Halbfinale erreichten, dessen Gewinner im Finale aufeinandertrafen. Dieser World Cup wurde im One-Day International-Format ausgetragen, wobei jedes Team jeweils ein Innings über maximal 50 Over bestritten hat.
Australien, Neuseeland, Sri Lanka und Südafrika erreichten das Halbfinale. Australien besiegte Südafrika und Sri Lanka Neuseeland, wonach der Titelverteidiger Australien das Finale im Kensington Oval in Barbados gegen Sri Lanka mit 53 Runs (Duckworth-Lewis Method) und somit seinen vierten Titel gewann und als erstes Land einen Hattrick erreichte. Die Nationalmannschaften Bermudas und Irlands nahmen erstmals an einem Cricket World Cup teil. Damit ist es der bisher einzige Cricket World Cup, an dem drei Mannschaften aus Amerika und vier aus Europa teilnahmen.
Australiens Siegesserie erhöhte sich mit dem Turnier auf 29 aufeinander folgende Cricket-World-Cup-Spiele ohne Niederlage, eine Serie, die am 23. Mai 1999, in der Vorrunde des Cricket World Cup 1999, begann. Das Turnier erlebte auch mehrere große Überraschungen in der Vorrunde, als die Mitfavoriten Indien und Pakistan nicht die Super Eight erreichten, während Bangladesch, damals das vorletzte Vollmitglied auf der ICC ODI-Rangliste, und der Debütant Irland, damals ein assoziiertes Mitglied, die Super Eight erreichten und dabei Indien bzw. Pakistan hinter sich ließen. Irland wurde damit nach Kenia 2003 das erste assoziierte Mitglied das die zweite Runde bei einem Cricket World Cup erreichte. Pakistans damaliger Trainer Bob Woolmer starb einen Tag nach dem Ausscheiden seiner Mannschaft. Am nächsten Tag erklärte die jamaikanische Polizei, dass sein Tod verdächtig sei und leitete eine Untersuchung ein. Acht Monate später beendete die Polizei ihre Ermittlungen nach der Annahme eines öffentlichen Urteils durch eine elfköpfige Jury.
Nach dem Turnier verteilte der ICC Turniergewinne in Höhe von 239 Millionen US-Dollar unter seinen Mitgliedern. Der Cricket World Cup 2007 wurde in den ersten Nachbetrachtungen als Enttäuschung gewertet, angeführt wurden die relativ lange Dauer mit 51 Spielen (die meisten überhaupt) in vier Phasen über 47 Tagen, die längeren Reisezeiten zwischen den Inseln, der Tod des pakistanischen Trainers und die langwierigen Untersuchungen, das frühe Ausscheiden Indiens und Pakistans, sowie die umstrittene Handhabungen der schlechten Wetterverhältnisse während des Finales durch die Umpire. Das Turnier war jedoch auch das inklusivste aller Cricket World Cups, da zum einzigen Mal 16 Mannschaften teilnehmen durften und sie in der Vorrunde mit kleineren Gruppen eine faire Chance auf die nächste Runde hatten.

## Vergabe

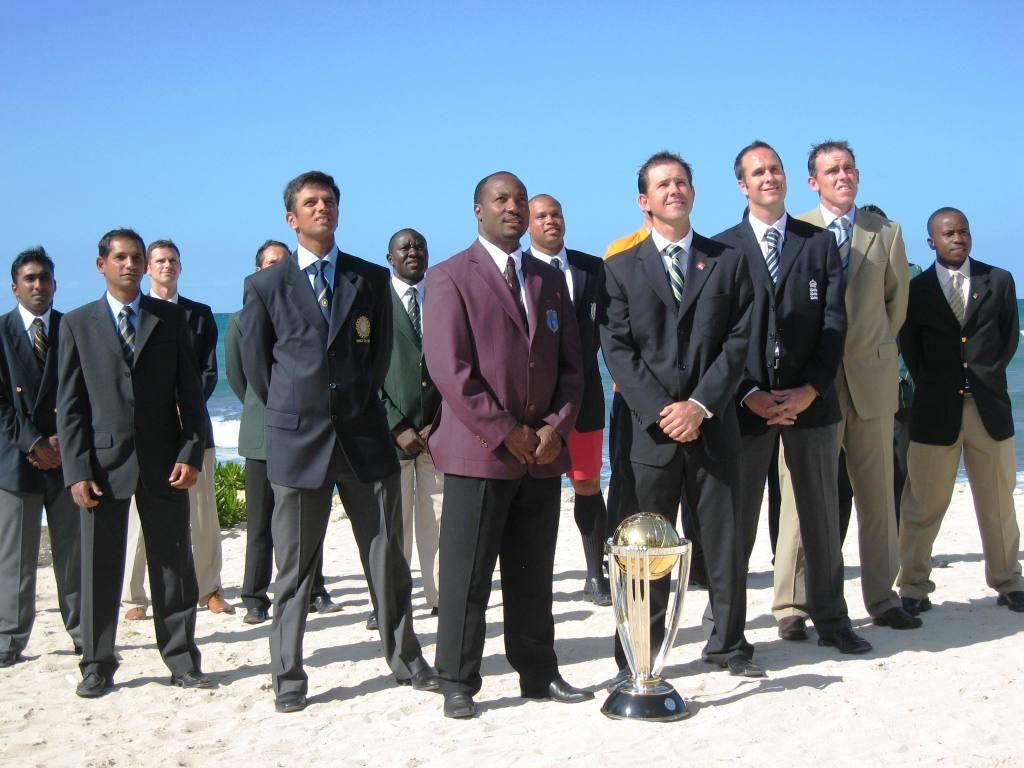
Die Mannschaftskapitäne 2007 mit der Trophäe

Der Cricket World Cup 2007 wurde nach dem Rotationsprinzip des International Cricket Council an die West Indies vergeben. Dies war der erste Cricket World Cup in den karibischen Inseln, obwohl die West Indies damals die zweiterfolgreichste Mannschaft in der Geschichte des Turnieres waren. Ursprünglich waren die Bahamas, Bermuda und die Vereinigten Staaten Teil der Bewerbung der westindischen Inseln für den Cricket World Cup 2007. Das Turnier wurde jedoch an die sieben westindischen Inselstaaten Antigua und Barbuda, Barbados, Grenada, Jamaika, St. Kitts und Nevis, St. Lucia und Trinidad und Tobago sowie Guyana vergeben.

## Teilnehmer
Die folgenden 16 Mannschaften qualifizierten sich für den Cricket World Cup 2007: Australien, Bangladesch, England, Indien, Neuseeland, Pakistan, Simbabwe, Sri Lanka, Südafrika und die West Indies (Gastgeber) qualifizierten sich als Vollmitglieder des International Cricket Council mit Test-Cricket-Status automatisch für den Cricket World Cup 2007. Bermuda, Irland, Kanada, Kenia, die Niederlande und Schottland waren Mannschaften ohne Test-Cricket-Status und qualifizierten sich während der ICC Trophy 2005.

Teilnehmende Länder des Cricket World Cups 2007; insgesamt 38 Teams nahmen teil.
Vollmitglieder des International Cricket Councils (ICC)
Qualifiziert bei der ICC Trophy 2005
In der Qualifikation gescheitert
Keine Teilnahme

| Land        | Qualifikationsgrundlage | Turnierteilnahme | Letztmalige Teilnahme | Bestes Ergebnis                     | Gruppe |
| ----------- | ----------------------- | ---------------- | --------------------- | ----------------------------------- | ------ |
| West Indies | Gastgeber               | Neunte           | 2003                  | Weltmeister (1975, 1979)            | D      |
| Australien  | Vollmitglieder          | Neunte           | 2003                  | Weltmeister (1987, 1999, 2003)      | A      |
| Bangladesch | Vollmitglieder          | Dritte           | 2003                  | Vorrunde (1999, 2003)               | B      |
| England     | Vollmitglieder          | Neunte           | 2003                  | Finalist (1979, 1987, 1992)         | C      |
| Indien      | Vollmitglieder          | Neunte           | 2003                  | Weltmeister (1983)                  | B      |
| Neuseeland  | Vollmitglieder          | Neunte           | 2003                  | Halbfinale (1975, 1979, 1992, 1999) | C      |
| Pakistan    | Vollmitglieder          | Neunte           | 2003                  | Weltmeister (1992)                  | D      |
| Simbabwe    | Vollmitglieder          | Siebente         | 2003                  | Super Six (1999, 2003)              | D      |
| Sri Lanka   | Vollmitglieder          | Neunte           | 2003                  | Weltmeister (1996)                  | B      |
| Südafrika   | Vollmitglieder          | Fünfte           | 2003                  | Halbfinale (1992, 1999)             | A      |
| Bermuda     | ICC Trophy 2005         | Erste            | –                     | Debüt                               | B      |
| Irland      | ICC Trophy 2005         | Erste            | –                     | Debüt                               | D      |
| Kanada      | ICC Trophy 2005         | Dritte           | 2003                  | Vorrunde (1979, 2003)               | C      |
| Kenia       | ICC Trophy 2005         | Vierte           | 2003                  | Halbfinale (2003)                   | C      |
| Niederlande | ICC Trophy 2005         | Dritte           | 2003                  | Vorrunde (1996, 2003)               | A      |
| Schottland  | ICC Trophy 2005         | Zweite           | 1999                  | Vorrunde (1999)                     | A      |

## Austragungsorte
Als Austragungsorte wurden acht Stadien in den Staaten, die durch das West Indies Cricket Team vertreten werden ausgewählt. In allen Gastgeberländern fanden jeweils sechs Spiele statt mit Ausnahme von St. Lucia, Jamaika und Barbados (Spielort des Finales), wo jeweils sieben Spiele stattfanden.
Die jamaikanische Regierung investierte $81 Millionen in die Stadionrenovierung. Darunter waren die Renovierung des Sabina Park und der Bau der vielseitigen Einrichtung in Trelawny mithilfe eines Kredits aus der Volksrepublik China. Weitere $20 Millionen wurde für andere Infrastruktur ausgegeben, wodurch sich die Ausgaben auf insgesamt $100 miljioen bzw. JM$7 Milliarden beliefen. Die Renovierungskosten des Sabina Park beliefen sich auf $46 Millionen, während die Kosten des Trelawny Stadium auf etwa $35 Millionen geschätzt wurden. Die gesamten Ausgaben für Stadien beliefen sich damit auf $301 Millionen. Das Brian Lara Stadium verlor seinen Platz als Austragungsort am 21. September 2006.
Die Vereinigten Staaten schlugen vor, Spiele im neu errichten Central Broward Regional Park in Lauderhill, Florida, auszutragen, das ICC lehnte das Angebot jedoch ab und vergab alle Spiele an karibische Länder. Das Cricketstadion wurde 2007 errichtet und war damals das einzige mit internationalem Status in den Vereinigten Staaten.
| North Sound, Antigua und Barbuda | Bridgetown, Barbados            | St. George’s, Grenada | Georgetown, Guyana                 |
| -------------------------------- | ------------------------------- | --------------------- | ---------------------------------- |
| Sir Vivian Richards Stadium      | Kensington Oval                 | Queen’s Park          | Providence-Stadion                 |
| Kapazität: 20.000                | Kapazität: 27.000               | Kapazität: 20.000     | Kapazität: 15.000                  |
|                                  |                                 |                       |                                    |
|                                  |                                 |                       |                                    |
| Kingston, Jamaika                | Basseterre, St. Kitts und Nevis | Gros Islet, St. Lucia | Port of Spain, Trinidad und Tobago |
| Sabina Park                      | Warner Park Stadium             | Beausejour Stadium    | Queen’s Park Oval                  |
| Kapazität: 16.000                | Kapazität: 10.000               | Kapazität: 20.000     | Kapazität: 25.000                  |
|                                  |                                 |                       |                                    |

| Gros Islet |

| Bridgetown |

| North Sound |

| St. George’s |

| Basseterre |

| Port of Spain |

| Gros Islet |

| Bridgetown |

| North Sound |

| St. George’s |

| Basseterre |

| Port of Spain |

| \| Kingston \|                                    |
| Austragungsorte des ICC World Cup 2007 in Jamaika |
| Kingston                                          |

| Kingston |

| \| Georgetown \|                                 |
| Austragungsorte des ICC World Cup 2007 in Guyana |
| Georgetown                                       |

| Georgetown |

## Format
Der Cricket World Cup 2007 wurde über 49 Tage zwischen 16 verschiedenen Mannschaften über 51 Spiele ausgetragen. Er begann am 13. März 2007 im Sabina Park in Kingston, Jamaika, mit dem Eröffnungsspiel zwischen dem Gastgeber West Indies und Pakistan. Das Turnier endete am 28. April im Kensington Oval in Bridgetown, Barbados mit dem Finale zwischen Australien und Sri Lanka, wobei Australien die ICC Cricket World Cup Trophy verteidigte.

### Spielplan
Die nachfolgende Tabelle zeigt das tägliche Programm des Cricket World Cup 2007. Dabei steht ein rotes Kästchen für die Eröffnungs- und Schlusszeremonie, ein violettes Kästchen für Vorrundenspiele, ein zyanblaues Kästchen für die Super Six, ein grünes Kästchen für Finalrundenspiele und ein gelbes Kästchen für das Finale.
| Zeremonien         |         |         |         |         |         |         |         |        |        |        |        |        |        |        |         |         |         |         |         |         |         |         |         |         |         |         |
| Gruppe A           |         |         |         | 1       |         | 1       |         | 1      |        | 1      |        | 1      |        | 1      |         |         |         |         |         |         |         |         |         |         |         |         |
| Gruppe B           |         |         |         |         | 1       |         | 1       |        | 1      |        | 1      |        | 1      |        | 1       |         |         |         |         |         |         |         |         |         |         |         |
| Gruppe C           |         |         |         | 1       |         | 1       |         | 1      |        | 1      |        | 1      |        | 1      |         |         |         |         |         |         |         |         |         |         |         |         |
| Gruppe D           |         |         | 1       |         | 1       |         | 1       |        | 1      |        | 1      |        | 1      |        |         |         |         |         |         |         |         |         |         |         |         |         |
| Super 8 März/April | Di. 27. | Mi. 28. | Do. 29. | Fr. 30. | Sa. 31. | So. 1.  | Mo. 2.  | Di. 3. | Mi. 4. | Do. 5. | Fr. 6. | Sa. 7. | So. 8. | Mo. 9. | Di. 10. | Mi. 11. | Do. 12. | Fr. 13. | Sa. 14. | So. 15. | Mo. 16. | Di. 17. | Mi. 18. | Do. 19. | Fr. 20. | Sa. 21. |
| Super 8            | 2       | 2       | 1       | 1       | 1       | 1       | 1       | 1      | 1      |        |        | 1      | 1      | 1      | 1       | 1       | 1       | 1       | 1       | 1       | 1       | 1       | 1       | 1       | 1       | 1       |
| Finalrunde April   | So. 22. | Mo. 23. | Di. 24. | Mi. 25. | Do. 26. | Fr. 27. | Sa. 28. |        |        |        |        |        |        |        |         |         |         |         |         |         |         |         |         |         |         |         |
| Zeremonien         |         |         |         |         |         |         |         |        |        |        |        |        |        |        |         |         |         |         |         |         |         |         |         |         |         |         |
| Finalrunde         |         |         | 1       | 1       |         |         | 1       |        |        |        |        |        |        |        |         |         |         |         |         |         |         |         |         |         |         |         |

| Farblegende                  |
| Eröffnungs- und Schlussfeier |
| Vorrunde                     |
| Super 8                      |
| Finalrunde                   |
| Finale                       |

### Gruppen
Australien, Indien, England und die West Indies wurden aus logistischen Gründen verschiedenen Gruppen zugeordnet, da sie nach den Erwartungen die meisten Fans anzögen und die Transport- sowie Hotelkapazitäten in den West Indies beschränkt sind.
| Gruppe A                                    | Gruppe B                             | Gruppe C                        | Gruppe D                             |
| ------------------------------------------- | ------------------------------------ | ------------------------------- | ------------------------------------ |
| Australien Niederlande Schottland Südafrika | Bangladesch Bermuda Indien Sri Lanka | Kanada Kenia England Neuseeland | Irland Pakistan Simbabwe West Indies |

Jedes Team konnte 15 Spieler für das Turnier nominieren. Die Mannschaftslisten mussten bis zum 13. Februar 2007 dem International Cricket Council vorgelegt werden. Ein verletzter Spieler konnte jederzeit bis zum Turnierende ersetzt werden.

### Vorrunde und Super Eight
Der Cricket World Cup 2007 wurde zwischen 16 Nationalmannschaften ausgespielt. Für die Vorrunde wurden die Mannschaften in vier Gruppen zu je vier Mannschaften eingeteilt. In welche Gruppe jede Mannschaft eingeteilt wurde, wurde in der Auslosung festgelegt. Jede Mannschaft bestritt ein Spiel gegen jede andere seiner Gruppe. Für einen Sieg gab es zwei Tabellenpunkte, für ein Unentschieden oder No Result einen Punkt, für eine Niederlage keinen Punkt. Hatten zwei Mannschaften dieselbe Anzahl an Tabellenpunkten, wurde der Tabellenrang anhand der Net Run Rate, gefolgt von der Net Bowl Rate und dem direkten Vergleich ermittelt.
Am Ende der Vorrunde qualifizierten sich die jeweils beiden besten einer Gruppe für die Super-8-Runde. In dieser spielte jedes Team gegen die Mannschaften, auf die es nicht in der Vorrunde getroffen war und dessen Ergebnisse sie mit in diese Runde übernahm. Die Qualifikation erfolgte anhand derselben Kriterien wie in der Vorrunde.
Alle Spiele begannen um 09:30 Uhr Ortszeit, wobei zu beachten ist, dass Jamaika von Mitteleuropa eine Zeitzone weiter entfernt liegt als alle anderen Spielorte. Die ersten Innings waren danach auf 09:30 – 13:00 angesetzt, die zweiten auf 13:45 – 17:15. Wie bei wichtigen Turnieren üblich war für alle Spiele ein zusätzlicher Spieltag vorgesehen für den Fall, dass es zu langen Regenunterbrechungen kam; doch wurde nach Möglichkeit, notfalls mit verkürzten Innings, das Spiel am angesetzten Tag abgeschlossen. Dabei kam die mittlerweile bewährte Duckworth-Lewis Method zum Einsatz.

### Finalrunde
Ab dieser Phase nahm das Turnier ein K.-o.-System an, für das sich die vier besten Mannschaften der Gruppe qualifizierten. Jedes Spiel musste zwingend mit einem Sieg enden. Gab es nach beiden Innings keinen Sieger, wurde das Spiel durch ein Bowl-out entschieden.

## Umpires und Match referees
Während des Turnieres wurden 16 Umpires und sieben Match referees eingesetzt.

### Umpires
| - Steve Davis (Australien) - Daryl Harper (Australien) - Simon Taufel (Australien) - Peter Parker (Australien) - Mark Benson (England) - Ian Gould (England) - Billy Bowden (Neuseeland) - Tony Hill (Neuseeland) | - Aleem Dar (Pakistan) - Asad Rauf (Pakistan) - Asoka de Silva (Sri Lanka) - Rudi Koertzen (Südafrika) - Ian Howell (Südafrika) - Brian Jerling (Südafrika) - Steve Bucknor (West Indies) - Billy Doctrove (West Indies) |

### Match referees
| - Alan Hurst (Australien) - Chris Broad (England) - Javagal Srinath (Indien) - Jeff Crowe (Neuseeland) | - Ranjan Madugalle (Sri Lanka) - Roshan Mahanama (Sri Lanka) - Mike Procter (Südafrika) |

## Vorrunde

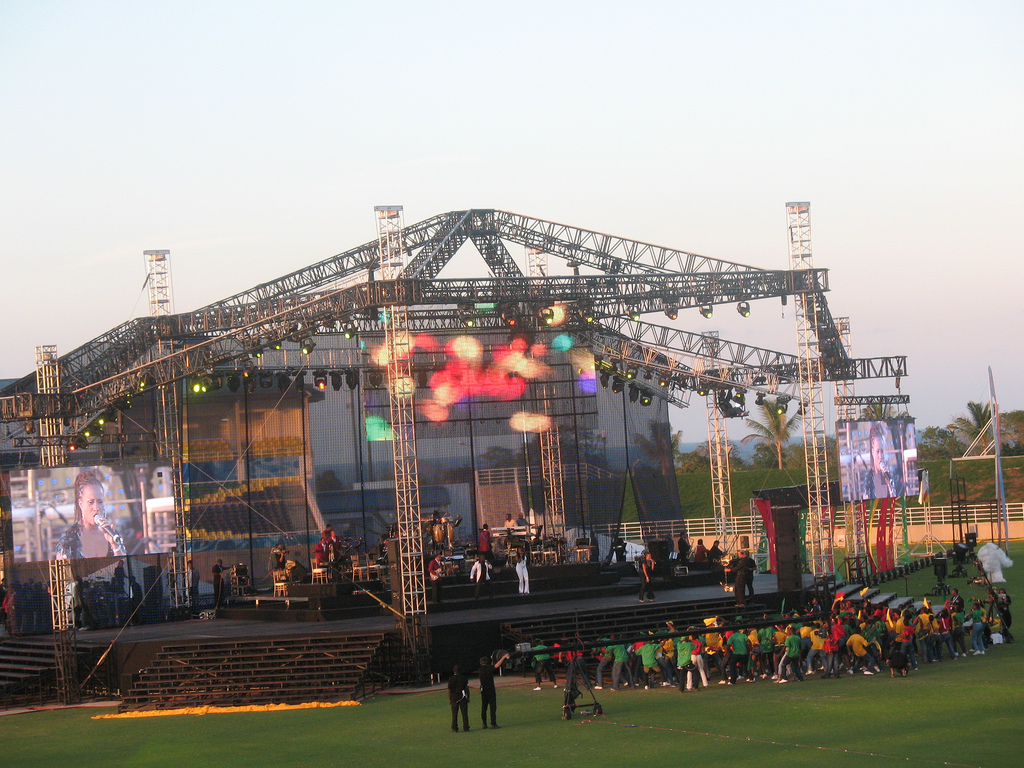
Eröffnungsfeier des Cricket World Cup 2007 am 11. März 2007 in Trelawny, Jamaika

In den Tabellen finden folgende Bezeichnungen Verwendung:
- Spiele
- Siege
- Niederlagen
- Unentschieden
- NR No Result
- Punkte
- NRR Net Run Rate

### Gruppe A
Tabelle
| Gruppe A St. Kitts & Nevis | Sp. | S | N | U | NR | P | NRR   |
| -------------------------- | --- | - | - | - | -- | - | ----- |
| Australien                 | 3   | 3 | 0 | 0 | 0  | 6 | +3.43 |
| Südafrika                  | 3   | 2 | 1 | 0 | 0  | 4 | +2.40 |
| Niederlande                | 3   | 1 | 2 | 0 | 0  | 2 | −2.53 |
| Schottland                 | 3   | 0 | 3 | 0 | 0  | 0 | −3.79 |

Spiele
| 14. März Scorecard | Basseterre | Australien 334-6 (50)           | – | Schottland 131-9 (40.1) |
|                    |            | Australien gewinnt mit 203 Runs |   |                         |

| 16. März Scorecard | Basseterre | Südafrika 352-3 (40/40)        | – | Niederlande 132-9 (40.1/40) |
|                    |            | Südafrika gewinnt mit 221 Runs |   |                             |

| 18. März Scorecard | Basseterre | Australien 358-5 (50)           | – | Niederlande 129 (26.5) |
|                    |            | Australien gewinnt mit 229 Runs |   |                        |

| 20. März Scorecard | Basseterre | Schottland 186-8 (50)           | – | Südafrika 188-3 (23.2) |
|                    |            | Südafrika gewinnt mit 7 Wickets |   |                        |

| 22. März Scorecard | Basseterre | Schottland 136 (34.1)             | – | Niederlande 140-2 (23.5) |
|                    |            | Niederlande gewinnt mit 8 Wickets |   |                          |

| 24. März Scorecard | Basseterre | Australien 377-6 (50)          | – | Südafrika 294 (48) |
|                    |            | Australien gewinnt mit 83 Runs |   |                    |

### Gruppe B
Tabelle
| Gruppe B Trinidad & Tobago | Sp. | S | N | U | NR | P | NRR   |
| -------------------------- | --- | - | - | - | -- | - | ----- |
| Sri Lanka                  | 3   | 3 | 0 | 0 | 0  | 6 | +3.49 |
| Bangladesch                | 3   | 2 | 1 | 0 | 0  | 4 | −1.52 |
| Indien                     | 3   | 1 | 2 | 0 | 0  | 2 | +1.21 |
| Bermuda                    | 3   | 0 | 3 | 0 | 0  | 0 | −4.35 |

Spiele
| 15. März Scorecard | Port of Spain | Sri Lanka 321-6 (50)           | – | Bermuda 78 (24.4) |
|                    |               | Sri Lanka gewinnt mit 243 Runs |   |                   |

| 17. März Scorecard | Port of Spain | Indien 191 (49.3)                 | – | Bangladesch 192-5 (48.3) |
|                    |               | Bangladesch gewinnt mit 5 Wickets |   |                          |

| 19. März Scorecard | Port of Spain | Indien 413-5 (50)           | – | Bermuda 156 (43.1) |
|                    |               | Indien gewinnt mit 257 Runs |   |                    |

| 21. März Scorecard | Port of Spain | Sri Lanka 318-4 (50)                       | – | Bangladesch 112 (37/46) |
|                    |               | Sri Lanka gewinnt mit 198 Runs (DL-Method) |   |                         |

| 23. März Scorecard | Port of Spain | Sri Lanka 254-6 (50)          | – | Indien 185 (43.3) |
|                    |               | Sri Lanka gewinnt mit 69 Runs |   |                   |

| 25. März Scorecard | Port of Spain | Bermuda 94-9 (21/21)                          | – | Bangladesch 96-3 (17.3/21) |
|                    |               | Bangladesch gewinnt mit 7 Wickets (DL-Method) |   |                            |

### Gruppe C
Tabelle
| Gruppe C St. Lucia | Sp. | S | N | U | NR | P | NRR   |
| ------------------ | --- | - | - | - | -- | - | ----- |
| Neuseeland         | 3   | 3 | 0 | 0 | 0  | 6 | +2.14 |
| England            | 3   | 2 | 1 | 0 | 0  | 4 | +0.42 |
| Kenia              | 3   | 1 | 2 | 0 | 0  | 2 | −1.19 |
| Kanada             | 3   | 0 | 3 | 0 | 0  | 0 | −1.39 |

Spiele
| 14. März Scorecard | Gros Islet | Kanada 199 (50)             | – | Kenia 203-3 (43.2) |
|                    |            | Kenia gewinnt mit 7 Wickets |   |                    |

| 16. März Scorecard | Gros Islet | England 209-7 (50)               | – | Neuseeland 210-4 (41) |
|                    |            | Neuseeland gewinnt mit 6 Wickets |   |                       |

| 18. März Scorecard | Gros Islet | England 279-6 (50)          | – | Kanada 228-7 (50) |
|                    |            | England gewinnt mit 51 Runs |   |                   |

| 20. März Scorecard | Gros Islet | Neuseeland 331-7 (50)           | – | Kenia 183 (49.2) |
|                    |            | Neuseeland gewinnt mit 148 Runs |   |                  |

| 22. März Scorecard | Gros Islet | Neuseeland 363-5 (50)           | – | Kanada 249-9 (49.2) |
|                    |            | Neuseeland gewinnt mit 114 Runs |   |                     |

| 24. März Scorecard | Gros Islet | Kenia 177 (43/43)             | – | England 178-3 (33/43) |
|                    |            | England gewinnt mit 7 Wickets |   |                       |

### Gruppe D
Tabelle
| Gruppe D Jamaica | Sp. | S | N | U | NR | P | NRR   |
| ---------------- | --- | - | - | - | -- | - | ----- |
| West Indies      | 3   | 3 | 0 | 0 | 0  | 6 | +0.76 |
| Irland           | 3   | 1 | 1 | 1 | 0  | 3 | −0.09 |
| Pakistan         | 3   | 1 | 2 | 0 | 0  | 2 | +0.09 |
| Simbabwe         | 3   | 0 | 2 | 1 | 0  | 1 | −0.89 |

Spiele
| 13. März Scorecard | Kingston | West Indies 241-9 (50)          | – | Pakistan 187 (47.2) |
|                    |          | West Indies gewinnt mit 54 Runs |   |                     |

| 15. März Scorecard | Kingston | Irland 221-9 (50) | – | Simbabwe 221 (50) |
|                    |          | Unentschieden     |   |                   |

| 17. März Scorecard | Kingston | Pakistan 132                             | – | Irland 133-7 (41.4/47) |
|                    |          | Irland gewinnt mit 3 Wickets (DL-Method) |   |                        |

| 19. März Scorecard | Kingston | Simbabwe 202-5 (50)               | – | West Indies 204-4 (47.5) |
|                    |          | West Indies gewinnt mit 6 Wickets |   |                          |

| 21. März Scorecard | Kingston | Pakistan 349 (49.5)                      | – | Simbabwe 99 (19.1/20) |
|                    |          | Pakistan gewinnt mit 93 Runs (DL-Method) |   |                       |

| 23. März Scorecard | Kingston | Irland 183-8 (48)                             | – | West Indies 190-2 (38.1/48) |
|                    |          | West Indies gewinnt mit 8 Wickets (DL-Method) |   |                             |

## Hauptrunde

### Super 8
(Antigua & Barbuda, Grenada, Guyana, Barbados)
Tabelle
| Super 8     | Sp. | S | N | NR | P  | NRR   |
| ----------- | --- | - | - | -- | -- | ----- |
| Australien  | 7   | 7 | 0 | 0  | 14 | +2.40 |
| Sri Lanka   | 7   | 5 | 2 | 0  | 10 | +1.48 |
| Neuseeland  | 7   | 5 | 2 | 0  | 10 | +0.25 |
| Südafrika   | 7   | 4 | 3 | 0  | 8  | +0.31 |
| England     | 7   | 3 | 4 | 0  | 6  | −0.39 |
| West Indies | 7   | 2 | 5 | 0  | 4  | −0.57 |
| Bangladesch | 7   | 1 | 6 | 0  | 2  | −1.51 |
| Irland      | 7   | 1 | 6 | 0  | 2  | −1.73 |

Spiele
| 27. März Scorecard | Antigua und Barbuda | Australien 322-6 (50)           | – | West Indies 219 (45.3) |
|                    |                     | Australien gewinnt mit 103 Runs |   |                        |

| 28. März Scorecard | Georgetown | Sri Lanka 209 (49.3)           | – | Südafrika 212-9 (48.2) |
|                    |            | Südafrika gewinnt mit 1 Wicket |   |                        |

| 29. März Scorecard | Antigua und Barbuda | West Indies 177 (44.4)           | – | Neuseeland 179-3 (39.2) |
|                    |                     | Neuseeland gewinnt mit 7 Wickets |   |                         |

| 30. März Scorecard | Georgetown | England 266-7 (50)          | – | Irland 218 (48.1) |
|                    |            | England gewinnt mit 48 Runs |   |                   |

| 31. März Scorecard | Antigua und Barbuda | Bangladesch 104-6 (22/22)         | – | Australien 106-0 (13.5/22) |
|                    |                     | Australien gewinnt mit 10 Wickets |   |                            |

| 1. April Scorecard | Georgetown | Sri Lanka 303-5 (50)           | – | West Indies 190 (44.3) |
|                    |            | Sri Lanka gewinnt mit 113 Runs |   |                        |

| 2. April Scorecard | Antigua und Barbuda | Bangladesch 174 (48.3)           | – | Neuseeland 178-1 (29.2) |
|                    |                     | Neuseeland gewinnt mit 9 Wickets |   |                         |

| 3. April Scorecard | Georgetown | Irland 152-8 (35/35)                        | – | Südafrika 165-3 (31.1/35) |
|                    |            | Südafrika gewinnt mit 7 Wickets (DL-Method) |   |                           |

| 4. April Scorecard | Antigua und Barbuda | Sri Lanka 235 (50)           | – | England 233-8 (50) |
|                    |                     | Sri Lanka gewinnt mit 2 Runs |   |                    |

| 7. April Scorecard | Georgetown | Bangladesch 251-8 (50)          | – | Südafrika 184 (48.4) |
|                    |            | Bangladesch gewinnt mit 67 Runs |   |                      |

| 8. April Scorecard | Antigua und Barbuda | England 247 (49.5)               | – | Australien 248-3 (47.2) |
|                    |                     | Australien gewinnt mit 7 Wickets |   |                         |

| 9. April Scorecard | Georgetown | Neuseeland 263-8 (50)           | – | Irland 134 (37.4) |
|                    |            | Neuseeland gewinnt mit 129 Runs |   |                   |

| 10. April Scorecard | Grenada | Südafrika 356-4 (50)          | – | West Indies 289-9 (50) |
|                     |         | Südafrika gewinnt mit 67 Runs |   |                        |

| 11. April Scorecard | Bridgetown | Bangladesch 143 (37.2)        | – | England 289-6 (44.5) |
|                     |            | England gewinnt mit 4 Wickets |   |                      |

| 12. April Scorecard | Grenada | Neuseeland 219-7 (50)           | – | Sri Lanka 222-4 (45.1) |
|                     |         | Sri Lanka gewinnt mit 6 Wickets |   |                        |

| 13. April Scorecard | Bridgetown | Irland 91 (30)                   | – | Australien 92-1 (12.2) |
|                     |            | Australien gewinnt mit 9 Wickets |   |                        |

| 14. April Scorecard | Grenada | Südafrika 193-7 (50)             | – | Neuseeland 196-5 (48.2) |
|                     |         | Neuseeland gewinnt mit 5 Wickets |   |                         |

| 15. April Scorecard | Bridgetown | Irland 243-7 (50)          | – | Bangladesch 169 (41.2) |
|                     |            | Irland gewinnt mit 74 Runs |   |                        |

| 16. April Scorecard | Grenada | Sri Lanka 226 (49.4)             | – | Australien 232-3 (42.4) |
|                     |         | Australien gewinnt mit 7 Wickets |   |                         |

| 17. April Scorecard | Bridgetown | England 154 (48)                | – | Südafrika 157-1 (19.2) |
|                     |            | Südafrika gewinnt mit 9 Wickets |   |                        |

| 18. April Scorecard | Grenada | Irland 77 (27.4)                | – | Sri Lanka 81-2 (10) |
|                     |         | Sri Lanka gewinnt mit 8 Wickets |   |                     |

| 19. April Scorecard | Bridgetown | West Indies 230-5 (50)          | – | Bangladesch 131 (43.5) |
|                     |            | West Indies gewinnt mit 99 Runs |   |                        |

| 20. April Scorecard | Grenada | Australien 348-6 (50)           | – | Neuseeland 133 (25.5) |
|                     |         | Australien gewinnt mit 215 Runs |   |                       |

| 21. April Scorecard | Bridgetown | West Indies 300 (49.5)       | – | England 301-9 (49.5) |
|                     |            | England gewinnt mit 1 Wicket |   |                      |

### Halbfinale
| 24. April Scorecard | Kingston | Sri Lanka 289-5 (50)          | – | Neuseeland 208 (41.4) |
|                     |          | Sri Lanka gewinnt mit 81 Runs |   |                       |

| 25. April Scorecard | Gros Islet | Südafrika 149 (43.5)             | – | Australien 153-3 (31.3) |
|                     |            | Australien gewinnt mit 7 Wickets |   |                         |

### Finale
| 28. April Scorecard | Bridgetown | Australien 281-4 (38/38)                   | – | Sri Lanka 215-8 (36/36) |
|                     |            | Australien gewinnt mit 53 Runs (DL-Method) |   |                         |

## Statistiken

Ergebnis des Cricket World Cups 2007:
Sieger
Finalist
Halbfinalteilnahme
In der Super 8 ausgeschieden
In der Gruppenphase ausgeschieden
Keine Teilnahme

Die folgenden Cricketstatistiken wurden bei diesem Turnier erzielt.
| ODIs                 | ODIs       | ODIs    | ODIs    | ODIs    | ODIs    | ODIs    | ODIs    | ODIs    |
| Batting              | Batting    | Batting | Batting | Batting | Batting | Batting | Batting | Batting |
| Spieler              | Mannschaft | Spiele  | Innings | Runs    | Average | HS      | 100s    | 50s     |
| -------------------- | ---------- | ------- | ------- | ------- | ------- | ------- | ------- | ------- |
| Matthew Hayden       | Australien | 11      | 10      | 659     | 73,22   | 158     | 3       | 1       |
| Mahela Jayawardene   | Sri Lanka  | 11      | 11      | 548     | 60,88   | 115*    | 1       | 4       |
| Ricky Ponting        | Australien | 11      | 9       | 539     | 67,37   | 113     | 1       | 4       |
| Scott Styris         | Neuseeland | 10      | 9       | 499     | 83,16   | 111*    | 1       | 4       |
| Jacques Kallis       | Südafrika  | 10      | 9       | 485     | 80,83   | 128*    | 1       | 3       |
| Bowling              |            |         |         |         |         |         |         |         |
| Spieler              | Mannschaft | Spiele  | Overs   | Wickets | Average | BBI     | 5W      | 10W     |
| Glenn McGrath        | Australien | 11      | 80.5    | 26      | 13,73   | 3/14    | 0       | 0       |
| Muttiah Muralitharan | Sri Lanka  | 10      | 84.4    | 23      | 15,26   | 4/19    | 0       | 0       |
| Shaun Tait           | Australien | 11      | 84.3    | 23      | 20,30   | 4/39    | 0       | 0       |
| Brad Hogg            | Australien | 11      | 82.5    | 21      | 15,80   | 4/27    | 0       | 0       |
| Lasith Malinga       | Sri Lanka  | 8       | 58.2    | 18      | 15,77   | 4/54    | 0       | 0       |